# Walter Krüger (generał Wehrmachtu)
Walter Krüger (ur. 23 marca 1892 w Zeitz, zm. 11 lipca 1973 w Baden-Baden) – niemiecki wojskowy, generał wojsk pancernych.

## Życiorys
17 marca 1910 roku wstąpił do armii niemieckiej, do 181 pułku piechoty, jako kandydat na oficera, ukończył szkołę wojskową w Metz. Następnie pełnił służbę w 19 pułku huzarów, gdzie służył do wybuchu I wojny światowej.
Po wybuchu I wojny światowej kolejno pełnił funkcję dowódcy plutonu w pułku ułanów, oficera ordynansowego w sztabie 24 Dywizji Rezerwowej, dowódcy kompanii 107 rezerwowego pułku piechoty, oficera sztabowego i dowódcy bataliony w 108 pułku piechoty.
Po zakończeniu I wojny światowej wrócił do służby w 19 pułku huzarów, w 1923 roku przeniesiony został na stanowisku dowódcy szwadronu 12 pułku strzeleckiego i funkcję tę pełnił do 1929 roku. Następnie w latach 1929–1931 był oficerem w sztabie 2 Dywizji Kawalerii we Wrocławiu. W latach 1931–1936 był oficerem w departamencie kawalerii Reichswehry. Po utworzeniu Wehrmachtu, w latach 1936–1937 był szefem sztabu Inspektoratu Kawalerii Wehrmachtu. W 1937 roku przeszedł do służby liniowej i został dowódcą 10 pułku kawalerii.
Latem 1939 roku został dowódcą 171 pułku piechoty i dowodził tym pułkiem w czasie ataku na Polskę. Po zakończeniu walk w Polsce w listopadzie 1939 roku został dowódcą 1 Brygady Strzelców wchodzącej w skład 1 Dywizji Pancernej, którą dowodził w czasie kampanii francuskiej w 1940 roku.
Po zakończeniu walk we Francji w czerwcu 1940 roku został dowódcą 1 Dywizji Pancernej i dowodził tą dywizją do końca grudnia 1943 roku. W styczniu 1944 roku został mianowany dowódcą LVIII Korpusu Pancernego, który stacjonował we Francji, korpusem tym dowodził do marca 1945 roku. Po odwołaniu ze stanowiska dowódcy korpusu, pozostawał w dyspozycji dowództwa Wehrmachtu, a w kwietniu 1945 roku został dowódcą IV Okręgu Wojskowego w Dreźnie i pełnił tę funkcję do końca II wojny światowej.
10 maja 1945 roku dostał się do niewoli brytyjskiej. Początkowo przebywał w brytyjskim, a następnie amerykańskim obozie jenieckim. Zwolniony z obozu jenieckiego w 1947 roku.

## Awanse
- podporucznik (Leutnant) (18 sierpnia 1911)
- porucznik (Oberleutnant) (21 października 1915)
- rotmistrz (Rittmeister) (1 sierpnia 1928)
- major (Major) (1 października 1931)
- podpułkownik (Oberstleutnant) (1 października 1934)
- pułkownik (Oberst) (1 kwietnia 1937)
- generał major (Generalmajor) (1 kwietnia 1941)
- generał porucznik (Generalleutnant) (1 października 1942)
- generał wojsk pancernych (General der Panzertruppe) (1 lutego 1944)

## Odznaczenia
- Krzyż Rycerski Krzyża Żelaznego z liśćmi dębu (24 stycznia 1944)
- Krzyż Ryceski Krzyża Żelaznego (11 lipca 1941)
- Krzyż Niemiecki w złocie (27 sierpnia 1942)
- Krzyż Rycerski Orderu Wojskowego św. Henryka (29 kwietnia 1918)
- Krzyż Żelazny kl. I (29 lipca 1916)
- Krzyż Żelazny kl. II (9 października 1914)
- Krzyż Rycerski kl. II Orderu Zasług Królestwa Saksonii z mieczami
- Krzyż Rycerski kl. II Królewskiego Orderu Albrechta z mieczami
- Okucie[4] do Krzyża Żelaznego kl. I (13 maja 1940)
- Okucia do Krzyża Żelaznego kl. II (12 maja 1940)
- Krzyż Honorowy Weterana I wojny światowej
- Medal za Kampanię Zimową na Wschodzie 1941/1942